# American Nitrox Divers International

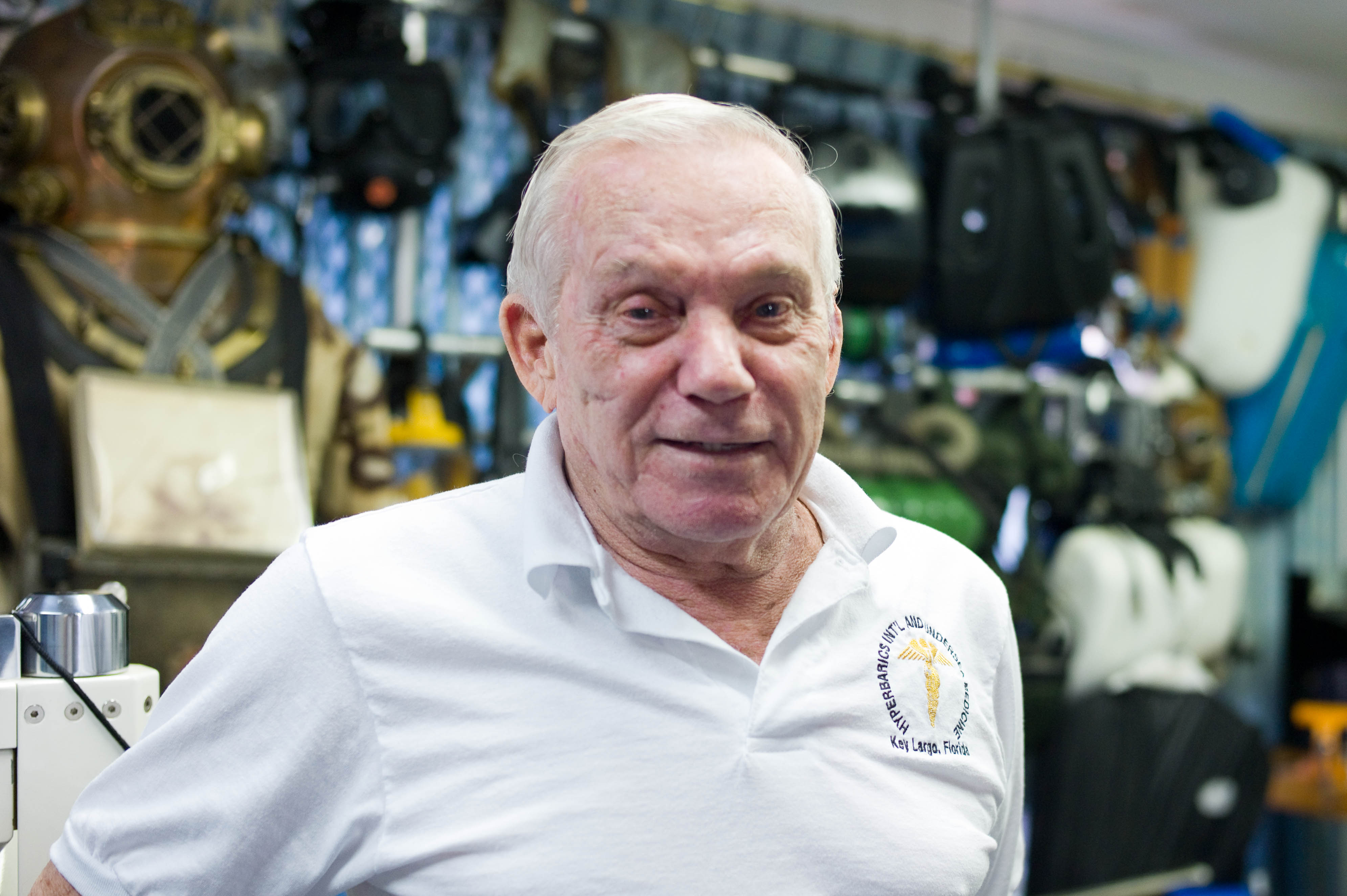
Spoluzakladatel ANDI Richard "Dick" Rutkowski

American Nitrox Divers International, zkráceně ANDI, je
americká společnost, která vznikla za účelem standardizace výcviku instruktorů potápění a potápěčů, jakož i přípravu nitroxových směsí v plnírnách. 
ANDI, kterou v lednu roku 1988 založili Ed Betts a Dick Rutkowski, se od té doby rozšířila a má své pobočky (oblastní zastoupení) v Evropě, Austrálii, Blízkém východě a Asii a v Latinské Americe.
Dick Rutkowski, který krom více než třicetileté praxe v americkém Národním úřadě pro oceán a atmosféru (NOAA), kde působil jako ředitel potápěčského programu, měl v té době již tříletou zkušenost s výcvikem sportovních potápěčů s nitroxem (tedy mimo profesní a vojenské potápění) v rámci vlastní společnosti International Association of Nitrox Divers (IAND).
Oproti tomu Ed Betts, který kromě pětadvacetileté praxe potápěče (kromě komerčních potápěčských lodí působil i na pátracích a záchranných lodích), se zabýval přípravou a rozvodem plynů do vrtulníků, letadel a hyperbarických komor. Měl tedy bohaté zkušenosti s kyslíkem, zacházením s ním a jeho použitím. ANDI se tak stala druhou potápěčskou asociací, která se zabývala výcvikem nitroxových potápěčů.
Když německá firma Dräger spustila výrobu prvního rekreačního rebreatheru, bylo to právě ANDI, kdo k němu vytvořil první výcvikový manuál, a to jak v angličtině, tak v němčině. Od té doby ANDI sleduje vyvíjející se trh s rebreathery a zabývá se výcvikem potápění s nimi.
V roce 1991 vyškolilo a otevřelo první nitroxové výcvikové centrum mimo USA. Koncepce a technologie tohoto centra se pak, stejně jako ANDI, rychle rozrostly do celého světa. Zpočátku byla koncepce ANDI zabývající se „technologií optimálního dýchacího plynu“ v potápěčském průmyslu přijímána s nedůvěrou a kritizována, dnes se však stala standardem ve světě potápění.
„SafeAir“ je termín společnosti ANDI pro dýchací směsi s přidaným kyslíkem, které jsou běžně známé jako nitrox, za předpokladu, že jsou dodrženy standardy ANDI pro přípravu nitroxových směsí. Díky těmto vysokým standardům a požadavkm na čistotu plynů může nést vzduch naplněný v plnírnách ANDI označení SafeAir 21.